# Desmeocraera dispar
Desmeocraera dispar är en fjärilsart som beskrevs av Sergius G. Kiriakoff 1964. Desmeocraera dispar ingår i släktet Desmeocraera och familjen tandspinnare. Inga underarter finns listade i Catalogue of Life.